# Parents mode d'emploi
Ne doit pas être confondu avec Parents mode d'emploi Afrique.
Un gars, une fille Un si grand soleil
Parents mode d'emploi est une série télévisée humoristique française diffusée du 4 novembre 2013 au 26 août 2018 sur France 2 puis à partir du 7 septembre 2019 sur France 3.
Elle est également diffusée en Italie sur Rai 1 en 2014 et en Belgique sur La Une à partir de 2015.
La série est rediffusée depuis 2021 sur TF1 Séries Films et sur NRJ 12.

## Synopsis

### Saison 1 à 7
Isa et Gaby Martinet, un couple de quadragénaires, parents de trois enfants de 14, 17 et 19 ans (à la saison 7), s'efforcent d'être à la hauteur de leur tâche, tout en jonglant avec leurs devoirs conjugaux. Au programme, des désaccords, des ratés, des découragements et des ruses inavouables pour parvenir à leurs fins.

### Saison 8
Famille Fayol-Mercier
Deux filles adoptées par deux hommes, voilà ce qui rythmera le quotidien de la famille Fayol-Mercier. Entre le papa « cool avec qui on peut être copain » et le papa toujours sur les nerfs, Jade et Clotilde vont devoir vivre avec ça.
Famille Brunetti-Kebala
La relation belle-mère, belle-fille et beau-père, beau-fils n'a jamais été aussi compliquée chez les Brunetti Kebala. Avec leur enfant de sept ans, et deux ados qui ne veulent pas avoir une relation avec leur beau-père ou belle-mère.

## Distribution
| Nom                          | Acteur                                                                            | Apparition                          | Liens entre les personnages                          |
| ---------------------------- | --------------------------------------------------------------------------------- | ----------------------------------- | ---------------------------------------------------- |
| Gabriel (dit Gaby)           | Arnaud Ducret                                                                     | Saisons 1 à 8 + prime + film        | Père de famille                                      |
| Isabelle (dite Isa)          | Alix Poisson                                                                      | Saisons 1 à 8 + prime + film        | Mère de famille (employée)                           |
| Paul                         | Orféo Campanella                                                                  | Saisons 1 à 8 + prime + film        | Fils ainé de Gaby et Isa (19 ans / étudiant)         |
| Laëtitia                     | Lucie Fagedet                                                                     | Saisons 1 à 8 + prime + film        | Fille cadette de Gaby et Isa (17 ans / lycéenne)     |
| Jules                        | Eliott Tiberghien (saisons 1 à 5 + prime + film) Nathan Lourenço (saisons 6 et 7) | Saisons 1 à 8 + prime + film        | fils benjamin de Gaby et Isa (14 ans / collégien)    |
| Monique                      | Lise Lamétrie                                                                     | Saisons 3 à 6 + prime + film        | Mère de Gaby                                         |
| Jean-Pierre                  | Roland Magdane (saisons 3 et 4) Lionnel Astier (saisons 5 et 6 + prime)           | Saisons 3 à 6 + prime + film        | Père de Gaby                                         |
| Patricia                     | Arièle Semenoff                                                                   | Saisons 3 à 7 + prime + film        | Mère d'Isa / divorcée avec André                     |
| André                        | Alain Doutey                                                                      | Saison 5 + prime + film             | Père d'Isa / divorcé avec Patricia                   |
| Stéphanie                    | Vanessa David                                                                     | Saisons 6 et 7 + film               | Sœur de Gaby                                         |
| Thomas                       | Amaury de Crayencour                                                              | Saisons 6 et 7 + film               | Mari de Stéphanie (ingénieur)                        |
| Clara                        | Colombe Séraphine                                                                 | Saisons 6 et 7 + film               | Fille de Stéphanie et Thomas (à l'école primaire)    |
| Léo                          | Grégoire Paturel                                                                  | Saisons 6 et 7 + film               | Fils de Stéphanie et Thomas (lycéen et paraplégique) |
| Sergio                       | Jean-Noël Brouté                                                                  | Saisons 3, 4, 5 et 7 + prime + film | Ami de Gaby                                          |
| Enzo                         | Marius Blivet                                                                     | Saisons 3, 5 et 7 + prime + film    | Fils de Sergio                                       |
| Nora                         | Hyam Zaytoun                                                                      | Saison 5 + prime                    | Compagne de Sergio                                   |
| Lila                         | Rima Loutfi                                                                       | Saison 5                            | Fille de Nora                                        |
| Ryan                         | Jean-Baptiste Fonck                                                               | Saisons 6 et 7 + film               | Petit ami de Laëtitia                                |
| Lorenzo                      | Paul Chiabrero                                                                    | Saison 5 + film                     | Ami de Jules                                         |
| Julie Ménager                | Jeanne Savary                                                                     | Prime                               | Petite amie de Paul                                  |
| Alice                        | Marie Petiot                                                                      | Prime + film                        | Amie de Laëtitia                                     |
| Madame Goujon                | Tatiana Gousseff                                                                  | Prime + film                        | CPE puis Principale du collège Alphonse Daudet       |
| Elsa                         | Maurine Nicot                                                                     | Prime                               | Amie de Gaby                                         |
| Richard                      | Lannick Gautry                                                                    | Film                                | Père d'Alice (avocat)                                |
| Maxime Roussel               | Mathieu Madenian                                                                  | Film                                | Collègue d'Isa                                       |
| Employé de mairie            | Élie Semoun                                                                       | Film                                | Employé mairie                                       |
| Michel Drucker               | Lui-même                                                                          | Prime                               | Ami et patient d'André                               |
| Madame Delmas                | Sophie Mounicot                                                                   | Prime                               | Maîtresse de Jules en CM2                            |
| James Gonzales               | Serge Riaboukine                                                                  | Prime                               | Chanteur du groupe préféré d'Isabelle                |
| Patrick                      | Olivier Broche                                                                    | Film                                | Voisin d'Isa et Gaby                                 |
| Léa                          | Marie-Julie Baup                                                                  | Saison 8                            | Mère de la famille Brunetti-Kebala                   |
| Benoît                       | Jean-Baptiste Anoumon                                                             | Saison 8                            | Père de la famille Brunetti-Kebala                   |
| Yasmine                      | Jessyrielle Massengo                                                              | Saison 8                            | Fille de Benoît                                      |
| Antoine                      | Matisse Jaquemin Bonfils                                                          | Saison 8                            | Fils de Léa                                          |
| Tom                          | Inedson Ndoumbouk Da Cruz Fortes                                                  | Saison 8                            | Fils de Léa et Benoît                                |
| Dominique Mercier, dit Papou | Guillaume Bouchède                                                                | Saison 8                            | Père de la famille Fayol-Mercier                     |
| Olivier Fayol                | Xavier Robic                                                                      | Saison 8                            | Père de la famille Fayol-Mercier                     |
| Jade                         | Luna Bevilacqua                                                                   | Saison 8                            | Fille d'Olivier et Dominique                         |
| Clotilde                     | Lila Fernandez                                                                    | Saison 8                            | Fille d'Olivier et Dominique                         |

## Personnages

### Famille Martinet

#### Isabelle (Alix Poisson)
Efficace, organisée, un peu psychorigide, elle milite pour le partage des tâches, mais finalement, après avoir été bien découragée par ses enfants, elle préfère faire les choses elle-même : au moins, elle est sûre que ce sera fait correctement. Avec ses enfants, elle peut s'inquiéter de tout et son contraire : Jules est en avance, Paul est un peu neuneu, Laeti s'intéresse trop aux garçons (mais pourquoi n'a-t-elle pas encore de petit copain ?). Elle décompresse grâce à son Gaby et à leur complicité : ils sont toujours d'accord pour se moquer ensemble de leur progéniture.
Elle est interprétée à la télévision par Alix Poisson.

#### Gabriel (Arnaud Ducret)

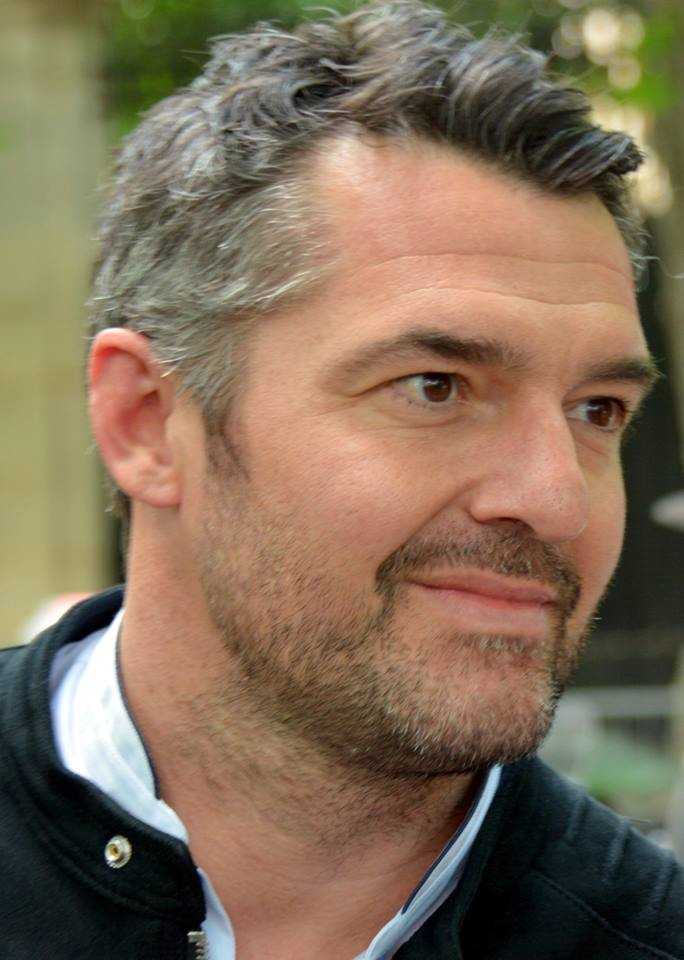
Arnaud Ducret en 2018.

Il est flegmatique et très amoureux de sa femme. C'est un grand enfant et il pense secrètement qu'il est plus à même de comprendre les siens que sa femme. Sous ses allures cool, il lui arrive d'avoir des crises d'autorité et il aime se lancer dans de grands discours solennels qui ont souvent des effets contraires à ceux escomptés. À eux deux, ils forment un couple parfaitement incohérent, complice et puéril. Son patronyme complet est Gabriel, René, Gaston.
Il est interprété à la télévision par Arnaud Ducret, de la première à la dernière saison.

#### Paul (Orféo Campanella)
En pleine mue, épuisé par une croissance phénoménale et trop rapide qui lui fait vider un frigo par jour, frôler le renvoi et parler mal à ses parents, Paul a l'énergie vitale d'un bulot et peut dormir une journée entière si personne ne fait attention à lui. Il s'occupe mollement de ses études, de son avenir, des tâches ménagères. Par contre, il est très actif en ce qui concerne les filles !

#### Laëtitia (Lucie Fagedet)
Jeune fille moderne par excellence, qui n'hésite pas à qualifier sa mère - sans le dire avec ces mots-là - de rétrograde, et qui se montre souvent ingrate envers elle, alors que celle-ci croit lui faire plaisir. Laëtitia, dite « Laëti », a une connaissance parfaite des réseaux sociaux et des codes de vie au collège, sa principale préoccupation. En dehors de ces deux choses-là, rien ne l'intéresse. Élève moyenne, enfant tour à tour adorable et exaspérante, elle peut avoir des réflexions complètement stupides. Elle est aussi parfois d'une intelligence bluffante.

#### Jules (Eliott Tiberghien puis Nathan Lourenço)
C'est l'intello de la famille. Il a acquis des connaissances impressionnantes, car, depuis son enfance, en véritable monomaniaque, il se plonge par période dans un domaine jusqu'à en maîtriser le moindre détail. C'est le petit dernier de la famille et Isa le considère toujours un peu comme son « bébé ». Il s'intéresse et se pose également des questions à propos de choses qui ne sont pourtant pas appropriées à son âge ou qui font l'objet d'angoisses et qui pourraient même inquiéter ses parents.

### Les grands-parents

#### Monique (Lise Lamétrie)
Avec Jean-Pierre, le père de Gaby, elle forme un couple très traditionnel. Elle n'a jamais travaillé et, sans faire de reproche direct à Isa, on sent bien qu'elle trouve que sa belle-fille « ne tient pas sa maison ». Elle a une conception du rôle de la femme très années 1950 et débarque toujours chez son fils avec son tablier.

#### Jean-Pierre (Roland MagdanepuisLionnel Astier)
C'est un homme simple et bon, marié à Monique depuis 45 ans et qui s'ennuie sec à la retraite. Alors il bricole sans arrêt pour passer le temps. Pudique, bougon et fier, il aimerait être un modèle pour ses petits-enfants.

#### Patricia (Arièle Semenoff)
Elle n'a jamais vraiment aimé être mère... Alors, grand-mère... elle n'a même pas réalisé que ça lui était arrivé ! Moderne, raffinée et décomplexée, elle oublie parfois le prénom de ses petits-enfants (elle le fait même exprès). Elle parle franchement et peut blesser sans le vouloir vraiment. Elle dit ce qu'elle pense mais ne pense pas toujours ce qu'elle dit.

#### André (Alain Doutey)
Le papa d'Isa est un beau parleur qui brille par sa prestance et son absence. Dermatologue toujours en activité, il est séparé de sa femme Patricia. Il pense savoir tout sur tout et aime faire profiter les autres de son érudition. Un peu roublard sous ses airs distingués, il aime surtout filer discrètement pour échapper à ses obligations.

### Famille Costan
Depuis la saison 5, la sœur de Gabriel est revenue du Québec avec sa famille.

#### Stéphanie (Vanessa David)
Stéphanie Martinet est la sœur de Gaby, et elle est en couple avec Thomas avec lequel ils ont eu deux enfants : Léo et Clara. Elle refuse de se marier avec Thomas, en disant que « qu'il n'y à pas besoin de ça pour savoir que l'on s'aime ».
Elle est interprétée à la télévision par Vanessa David.

#### Thomas (Amaury de Crayencour)
Thomas Costan est en couple avec Stéphanie depuis de nombreuses années. Il veut à tout prix se marier avec Stéphanie, mais cette dernière refuse à chaque fois, même lorsqu'il tentera de le faire par sa fille.
Il est interprété à la télévision par Amaury de Crayencour.

### Famille Brunetti-Kebala
Le famille Brunetti-Kebala, est une famille recomposée dont les membres doivent donc faire face à la vie de la famille recomposée, tout en détestant leurs voisins « plus intelligents qu'eux ».

#### Benoît (Jean-Baptiste Anoumon)
Benoît est le mari de Léa, le père de Tom et Yasmine, et le beau-père d'Antoine.

#### Léa (Marie-Julie Baup)
Léa est la femme de Benoît, la mère de Tom et Antoine, et la belle-mère de Yasmine.

#### Yasmine (Jessyrielle Massengo)
Yasmine est la fille de Benoît, la demi-sœur de Tom et Antoine. Elle ne supporte pas la présence de sa belle-mère.

#### Antoine (Matisse Jaquemin Bonfils)
Antoine est le fils de Léa, le demi-frère de Tom et Yasmine. Il est fan de jeux vidéo.

#### Tom (Inedson Ndoumbouk Da Cruz Fortes)
Tom est le fils de Benoît et Léa ainsi que le demi-frère d'Antoine et Yasmine. Il n'a pas plus de sept ans.

### Famille Fayol-Mercier
La famille Fayol-Mercier, est une famille homoparentale, avec deux filles adoptives

#### Clotilde
Clotilde est la fille adoptive de Dominique et Olivier. Elle a des origines russes, elle est espiègle, et c'est une mauvaise élève. Ses parents la décrivent comme étant un garçon manqué.
Elle est interprétée par Lila Fernandez, à la télévision.

#### Jade
Jade est la fille adoptive de Dominique et Olivier. Elle a des origines russes et c'est la meilleure élève de sa classe.
Elle est interprétée à la télévision par Luna Bevilacqua.

#### Dominique
Dominique est un père très gourmand, mari d'Olivier, il est le père adoptif de Jade et Clotilde. Au cours d'un des épisodes, nous apprenons qu'il n'a pas eu son bac.
Dominique est interprété par Guillaume Bouchède à la télévision.

#### Olivier
Olivier est le père très sportif, mari de Dominique, il est le père adoptif de Jade et Clotilde. Il ne sait pas utiliser les supports numériques tels que les téléphones et l'ordinateur.
Olivier est interprété par Xavier Robic, à la télévision.

## Production

### Historique
France 2 est à la recherche d'un programme lui permettant d'augmenter les audiences de son journal télévisé. Après l'échec fin 2012 de Roumanoff et les garçons porté par Anne Roumanoff, la chaine décide de se lancer dans une série humoristique à format court, telle que ses concurrentes Scènes de ménages sur M6 et Nos chers voisins sur TF1. Elle commande deux séries différentes à diffuser en alternance : Y'a pas d'âge et Parents mode d'emploi.
L'émission met en scène Alix Poisson et Arnaud Ducret dans le rôle d'Isa et Gaby Martinet, accompagnés de leurs trois enfants Paul, Laetitia et Jules.
La série est tournée à Sèvres en région parisienne. L'école de Jules est située au 5, rue de Rueil (École Jeanne d'Arc). La visite pseudo-historique pour préparer l'exposé de Laetitia prend place dans l'enceinte du CIEP.
La deuxième saison commence début 2014.
Au printemps 2014, les producteurs demandent aux téléspectateurs de leur envoyer des anecdotes de famille. Les meilleures seront intégrées par les scénaristes.
La troisième saison est diffusée à partir de septembre 2014, suivie de la quatrième (rentrée 2014), et apporte plusieurs nouveautés.
À la suite des bonnes audiences, la chaine demande à la société de production de préparer une déclinaison pour une diffusion en première partie de soirée, de la même manière que les séries concurrentes Scènes de ménages (M6) et Nos chers voisins (TF1). La diffusion a eu lieu le 30 septembre 2015.
La saison 5 débute le 19 décembre 2015 et les saisons 6 et 7 suivent.
Le 8 août 2018, France 2 annonce ne pas reconduire la série sur sa grille de rentrée pour laisser place au feuilleton Un si grand soleil. Parents mode d'emploi s'arrête donc après sept saisons et 732 épisodes. Le dernier épisode est diffusé le 26 août 2018 à 20 h 50.
Néanmoins, la série reprend son cours sur la chaîne France 3, pour une huitième saison. Mais avec des nouvelles familles et de nouveaux acteurs, dans de nouveaux décors. La saison 8 est diffusé de septembre 2019 à février 2020.
La chaîne n'a pas encore annoncé si la série serait renouvelé pour une neuvième saison. Néanmoins, le site Le Parisien (reprit par programme-télévision.org), a annoncé en février 2020 que France 3 a décidé d'arrêter la production de la série,. Ces sites annonce que la série a baissé ses parts d'audiences pour descendre jusqu'à 3,3 %, France 3, aurait annoncé être à la recherche d'une solution, mais Le Parisien a finalement annoncé que France 3 avait décidé d'arrêter le programme, et « [il] serait à la recherche d'un nouveau programme d'humour »,.

### Fiche technique
- Création : Béatrice Fournera, Blanche Gardin, Eve-Sophie Santerre
- Réalisation : Christophe Campos, François Desagnat, Gaëtan Bevernaege, Marie-Hélène Copti, Elisa Bennett, Hippolyte Dard, Sylvain Fusée
- Production artistique (Saison 4 à 7): Béatrice Fournera
- Direction artistique (Saison 1 à 3) : Paloma Martin y Prada
- Directrice de collection : Béatrice Fournera
- Musique : Les Freaks, Martino Roberts, Nicolas Brisson, Dominique Gauriaud, Jurij Prette
- Production : Guillaume Renouil, Thierry Bizot, Emmanuel Chain et Gaëlle Cholet
- Production exécutive : Cyril Dufresne
- Sociétés de production : Elephant Story, avec la participation de France Télévisions
- Société(s) de distribution : France 2 (France), les Studios de Paris de la Cité du Cinéma
- Pays d'origine :  France
- Langue originale : Français
- Format : couleur - 1,78:1 - stéréo
- Genre : Comédie
- Durée : 7 minutes (saison 1 et début saison 2) / 3 minutes (fin saison 2 et saisons 3 à 7) / 26 minutes (primes)

### Diffusion
En France, la série est diffusée sur France 2. La première saison est diffusée tous les soirs à 19 h 50, mais à partir du 6 janvier 2014, elle est déplacée à 20 h 40 après le journal télévisé (saison 2). À partir de la saison 6, la série est diffusée du lundi au jeudi à 20 h 50. puis à partir du 7 septembre 2019 sur France 3. 
En Italie, la série est diffusée sur Rai 1 en première partie de soirée sous le titre Genitori - Istruzioni per l'uso. Seules les trois premières saisons ont été diffusées.
La série est diffusée en Belgique sur La Une à partir de 2015[réf. nécessaire].
La série est rediffusée depuis 2021 sur TF1 Séries Films et sur NRJ 12.

## Épisodes

### Saison 1 (novembre 2013 - janvier 2014)
La première saison est composée de 40 épisodes de 7 minutes. Fin 2013, deux sketchs inédits à la télévision sur le thème de Noël sont diffusés sur internet. Les enfants jouent de dos et leurs visages ne sont pas visibles pour les téléspectateurs.

### Saison 2 (janvier 2014 - septembre 2014)
La deuxième saison est composée de 92 épisodes. Désormais, les épisodes ne durent plus 7 minutes mais 3 minutes. Ils sont diffusés à 20 h 40 juste après le journal de 20 h.

### Saison 3 (septembre 2014 - été 2015)
La saison 3 est composée de 80 épisodes de 3 minutes. De plus, la saison 3 apporte plusieurs nouveautés. Les visages des enfants sont désormais visibles à la demande des téléspectateurs. De plus, de nouveaux personnages font leur apparition : les mères d'Isa (Patricia) et Gaby (Monique), joués respectivement par Arièle Semenoff et Lise Lamétrie, ainsi que l'apparition en cours de saison de Sergio, le meilleur ami de Gaby, interprété par Jean-Noël Brouté et de son fils Enzo, interprété par Marius Blivet. Fin septembre, on apprend que Roland Magdane intègre la distribution pour jouer le rôle de Jean-Pierre, le père de Gaby (Arnaud Ducret)[réf. nécessaire].

### Saison 4 (été 2015 - décembre 2015)
La saison 4 est composée de 110 épisodes de 3 minutes. Elle n'apporte pas de nouveautés par rapport aux saisons précédentes et elle est ainsi dans la continuité de la saison 3.

### Saison 5 (décembre 2015 - janvier 2017)
La saison 5 débute le 19 décembre 2015 par des épisodes sur le thème des fêtes de Noël. Lionnel Astier remplace Roland Magdane dans le rôle de Jean-Pierre (le père de Gaby). De plus, le père d'Isa, André (interprété par Alain Doutey) fait son apparition.
Début janvier 2016, Nora (compagne de Sergio) et sa fille Lila complètent la série pour former une famille composée autour de Sergio (ami de Gaby) ce qui permet d'enrichir la série.

### Saison 6 (janvier 2017 - décembre 2017)
La saison 6 débute début le lundi 25 janvier 2017. Cette saison marque l'arrivée de la famille Costan : Stéphanie, Thomas et leurs 2 enfants (Clara et Léo).
Paul, le fils aîné est maintenant en étudiant en fac et Laetitia au lycée.
Le personnage de Jules est désormais joué par Nathan Lourenço qui remplace Eliott Tiberghien (Jules est toujours interprété par Eliott Tiberghien dans les sketchs rediffusés des saisons précédentes).
Le personnage de Ryann (petit ami de Laëtitia) fait également son apparition dans les épisodes de 3 minutes (première apparition dans le Film).
Une partie du tournage de la saison 6 sort de son cadre habituel de la maison familiale pour le cadre du parc animalier d'Auvergne Le Pal ou à la librairie Cultura.
Des épisodes spécial Noël sont diffusés à partir du lundi 18 décembre 2017 au lundi 25 décembre 2017.

### Saison 7 (décembre 2017 - août 2018)
Le tournage des premiers épisodes de la saison 7 a eu lieu du 11 au 22 septembre 2017.
Le premier épisode de la saison 7 est diffusé le mardi 26 décembre 2017. Certains épisodes sont délocalisés à la librairie Cultura. D'autres ont également été tournés au parc Le Pal.
Le dernier épisode de la saison 7 est diffusé le 26 août 2018 et marque l'arrêt (temporaire) de la série.

### Saison 8 (septembre 2019 - février 2020)
Courant 2019, la chaîne France 3 annonce le retour de la série, qui sera désormais diffusée le samedi soir, en access prime-time.
Les anciens sketchs des précédentes saisons seront mélangés à des sketchs inédits joués par de nouveaux acteurs et de nouvelles actrices. Deux nouvelles familles font leur apparition : une famille recomposée, les Brunetti-Kebala (interprétée par Marie-Julie Baup, Jean-Baptiste Anoumon, Jessyrielle Massengo, Matisse Jaquemin Bonfils et Inedson Ndoumbouk Da Cruz Fortes) et une famille homoparentale, les Fayol-Mercier (interprétée par Guillaume Bouchède, Xavier Robic, Luna Bevilacqua et Lila Fernandez).
Le premier épisode de cette nouvelle mouture a été diffusée le 7 septembre 2019 et a rassemblé 835 000 spectateurs pour une part de marché de 5 %.
Les épisodes sont désormais diffusés les samedis soir à 20 h, dans une tranche de 25 à 35 minutes sur France 3, au lieu de 3 minutes sur France 2 (saison 1 à 7). Il s'agirait vraisemblablement de la dernière saison de la série,.
| №  | #   | Première diffusion | Code prod. |
| -- | --- | ------------------ | ---------- |
| 1  | 733 | 7 septembre 2019   | 801        |
| 2  | 734 | 14 septembre 2019  | 802        |
| 3  | 735 | 21 septembre 2019  | 803        |
| 4  | 736 | 12 octobre 2019    | 804        |
| 5  | 737 | 19 octobre 2019    | 805        |
| 6  | 738 | 26 novembre 2019   | 806        |
| 7  | 739 | 2 novembre 2019    | 807        |
| 8  | 740 | 9 novembre 2019    | 908        |
| 9  | 741 | 16 novembre 2019   | 809        |
| 10 | 742 | 23 novembre 2019   | 810        |
| 11 | 743 | 30 novembre 2019   | 811        |
| 12 | 734 | 7 décembre 2019    | 812        |
| 13 | 735 | 14 décembre 2019   | 813        |
| 14 | 736 | 21 décembre 2019   | 814        |
| 15 | 737 | 28 décembre 2019   | 815        |
| 16 | 738 | 4 janvier 2020     | 816        |
| 17 | 739 | 11 janvier 2020    | 817        |
| 18 | 740 | 18 janvier 2020    | 818        |
| 19 | 741 | 25 janvier 2020    | 819        |
| 20 | 742 | 1er février 2020   | 820        |
| 21 | 743 | 8 février 2020     | 821        |
| 22 | 744 | 15 février 2020    | 822        |
| 23 | 745 | 22 février 2020    | 823        |

## Parents mode d'emploi Afrique
TV5 Monde propose également la série Parents mode d'emploi Afrique reposant sur le même concept, coproduction franco-gabonaise. Trois saisons ont été réalisées depuis 2015 par Samantha Biffot, avec Omar Defunzu Onguengue (Magloire, le père), Aïsha Yamav (Édith, la mère), Jardelle Angue (Gladys), Ben Mabadi (Hippolyte), Warren Mabadi (Junior).

## Audiences
Le dimanche 16 novembre 2014, la série marque un record d'audience en étant suivi par 5,2 millions de téléspectateurs, soit 18,7 % de part d'audience.
Les débuts de Parents mode d’emploi en prime-time (le 30 septembre 2015) sont réussis sur France 2 avec 3,54 millions de téléspectateurs pour le premier épisode de la soirée.
La série est également diffusée sous forme de compilation sur la chaine YouTube qui comptabilise plus de 194 000 abonnés pour 159 millions de vues ; elle est se diffuse enfin par le canal de Facebook.

## Récompenses
- Festival de la fiction TV de La Rochelle 2015[17] :
  - Meilleur programme court en série
  - Prix des collégiens de Charente-Maritime